# الأشياء التي حملوها
الأشياء التي حملوها (1990) هي مجموعة من القصص القصيرة المترابطة للروائي الأمريكي تيم أوبراين، تدور حول سرية من الجنود الأمريكيين الذين يقاتلون على الأرض في حرب فيتنام. وهي الكتاب الثالث له عن الحرب، وتعتمد على تجربته كجندي في الفرقة 23 مشاة.
عادةً ما يتجنب أوبراين النقاشات السياسية والخطابات المتعلقة بحرب فيتنام. كان محبطًا من أن الناس في مسقط رأسه بدا عليهم قلة الفهم للحرب وعالمها. وكان جزء من دافعه لكتابة الأشياء التى حملوها هو رده على ما اعتبره جهلًا.تم نشر الكتاب بواسطة هاوتون ميفلين في عام 1990.
العديد من الشخصيات في الأشياء التي حملوها هي شخصيات شبه ذاتية، تشترك في تشابهات مع شخصيات من مذكراته إذا مت في منطقة القتال، ضعني في الصندوق وأرسلني إلى البيت. في الأشياء التي حملوها، يلعب أوبراين على نوع الميتافيكشن (الخيال عن الخيال)؛ حيث يكتب باستخدام أسلوب محاكاة الواقع. استخدامه لأسماء الأماكن الحقيقية وظهوره هو نفسه كبطل يشوش بين الخيال والواقع. كجزء من هذا التأثير، يخصص أوبراين الأشياء التي حملوها للرجال الخياليين في "شركة ألفا"، مما يمنحها "شكل مذكرات حرب"، كما يصرح أوبراين.

## ملخصات الأحداث
"الأشياء التي حملوها"

النقيب جيمي كروس، قائد سرية من الجنود في فيتنام، يحمل تذكارات مادية من مارثا، موضوع حبه غير المتبادل. غالبًا ما تشتت أفكار مارثا انتباه النقيب كروس عن أهداف فريقه. تسبب وفاة أحد أفراد السرية تحت إشرافه في إعادة تقييم أولوياته؛ حيث كان محطم القلب، فقام بحرق ورمي جميع تذكارات مارثا ليتمكن من التركيز على المهمة وتجنب الانشغال.
"الحب"

يتذكر كروس وأوبراين الحرب ومارثا. يسأل أوبراين إذا كان يمكنه كتابة قصة عن كروس، معبرًا عن ذكرياته وآماله في المستقبل؛ يوافق كروس على ذلك، معتقدًا أن مارثا ربما ستقرأ القصة وتأتي لتبحث عنه.
"الدوران"

سلسلة من الذكريات غير المرتبطة بالحرب تُروى من وجهة نظر أوبراين. تشمل هذه الذكريات لحظات من الأُخوة والجمال: نكتة عن رسالة كراهية إلى لجنة التجنيد؛ وتعلم رقصة المطر بين المعارك.
"على نهر رايني"
يتم تجنيد أوبراين فور تخرجه من الجامعة. هو متردد في الذهاب إلى الحرب ويفكر في الهروب من التجنيد؛ يبدأ في السفر شمالًا نحو حدود كندا-الولايات المتحدة على نهر رايني. بالقرب من الحدود، يلتقي بشخص غريب مسن يسمح له بالعمل من خلال صراعه الداخلي. يُمنح أوبراين الفرصة للهروب؛ ومع ذلك، تكون الضغوط الاجتماعية كبيرة جدًا عليه. يذهب إلى الحرب وهو يشعر بالخجل من عدم قدرته على مواجهة عواقب الرحيل.
"الأعداء والأصدقاء"
تُروى القصة في جزئين، حيث يتم عرض تطور العلاقة بين الجنود دايف جنسن ولي ستراينك. في البداية، يتعرض كل منهما للعداء المستمر من الآخر، لكن مع مرور الوقت، يجذبهما الاحترام والصداقة بسبب ضغوط الحرب وأهوالها. في النهاية، يتفقان على أنه إذا أصيب أحدهما، يجب على الآخر أن يوجه ضربة قاتلة كنوع من الرحمة.
"كيف تحكي قصة حرب حقيقية"

يستكشف أوبراين سرد قصص الحرب من قبل الرفاق، كاشفًا أن الحقيقة هشة وقابلة للتغيير. يمكن تزوير أي شيء... ولكن عمومًا، فقط أسوأ الأحداث يمكن إثباتها على أنها حقيقية. ويخلص إلى أنه في النهاية، لا تهم حقيقة القصة بقدر ما يهم ما تحاول القصة أن تقوله.
"طبيب الأسنان"

من أجل أن يندب كيرت ليمون، وهو رجل لم يعرفه أوبراين جيدًا، يشارك ذكرياته القصيرة عن تفاعل غريب بين ليمون وطبيب أسنان في الجيش. ليمون، الذي يخاف من أطباء الأسنان، يغمى عليه قبل أن يتمكن الطبيب من فحصه. ومع ذلك، في تلك الليلة، يشتكي من ألم في الأسنان خيالي شديد لدرجة أنه يتم سحب سن، رغم أنه كان صحيًا تمامًا. يشعر ليمون أنه يحتاج إلى إثبات نفسه أمام رجاله وأن يكون الرجل الذي لا يخاف كما يُفترض أن يكون جميع الجنود.
"صديقة نهر سونغ ترا بون"

يستعرض أوبراين القصة الأسطورية (والمبالغ فيها على الأرجح) عن أول مهمة لرات كايلي، بالقرب من نهر سونغ ترا بون. المنطقة معزولة لدرجة أن أحد الجنود يطير بصديقته من مسقط رأسه بواسطة مروحية. في البداية، كانت تطبخ وتنظف وتعالج جروح الجنود، لكنها تدريجيًا تتأقلم مع ثقافة حرب العصابات الفيتنامية، حتى أنها ترتدي عقدًا مصنوعًا من ألسنة بشرية، وتختفي في الأدغال.
"جوارب"

يشرح أوبراين كيف كان هنري دوبينز يرتدي جوارب صديقته حول عنقه عند النوم، وأحيانًا في المعركة. حتى عندما تنهي صديقته علاقتهما، يظل يرتدي الجوارب حول عنقه، لأن قوتها قد تم إثباتها.
"الكنيسة"

تكتشف السرية مبنى مهجورًا يُستخدم كنوع من الكنائس، ويعيش فيه رهبان يقدمون لهم الطعام والإمدادات. يناقش الرجال علاقاتهم بالكنائس، وفي الغالب، يقدرون التفاعل مع الآخرين وهدوء المبنى. يرغب هنري دوبينز في أن يصبح قسيسًا، لكنه يقرر خلاف ذلك.
"الرجل الذي قتلته"

يصف أوبراين رجلاً قتله في ماي خي، وكيف فعل ذلك. يبتكر له قصة حياة، معذبًا نفسه بفكرة أن الضحية كان روحًا لطيفة.
"الكمين"

تسأل ابنة أوبراين إذا كان قد قتل أحدًا في الحرب؛ فيكذب عليها ويقول إنه لم يقتل أحدًا. ثم يروي قصة كمين خارج ماي خي، حيث قتل أوبراين شابًا قد يكون أراد إيذاءه أو ربما لم يكن يريد ذلك.
"الأسلوب"
تشهد السرية فتاة فيتنامية شابة ترقص عبر بقايا قريتها المحترقة، ويختلف الجنود حول ما إذا كان ذلك طقسًا دينيًا أم مجرد شيء تحب القيام به. في وقت لاحق، يسخر أزار من الفتاة، فيقوم دوبينز بتوبيخه.
"الحديث عن الشجاعة"

بعد خدمته، يشعر نورمان بوكر بالضياع. صديقته السابقة تزوجت من شخص آخر، وأقرب أصدقائه ماتوا. يتأمل في الأوسمة التي فاز بها في فيتنام، ويتخيل أنه يخبر والده عن هذه الأوسمة والأوسمة التي لم يفز بها. في النهاية، رغم أنه ليس لديه أحد يشاركه هذه الذكريات، يجد التطهير العاطفي في المحادثات المتخيلة.
"ملحوظات"

يقول أوبراين إن بوكر طلب منه كتابة القصة السابقة، وأنه شنق نفسه بعد ثلاث سنوات لأنه لم يتمكن من استعادة توازنه ولم يجد أي معنى للحياة بعد الحرب. يتأمل أوبراين في الشك بأنّه، لولا هارفارد والكتابة، كان من الممكن أن يفقد هو الآخر إرادة الحياة بعد عودته من فيتنام.
"في الميدان"

عندما يُقتل كيووا على ضفاف نهر أثناء مهمة بقيادة جيمي كروس، يتحمل كروس مسؤولية موته. يكتب إلى والد كيووا بينما يبحث الآخرون عن الجثة – كما هو معتاد، يسخر أزار في البداية. يشعر جندي آخر أيضًا بالمسؤولية عن الوفاة لأنه لم ينقذ كيووا؛ تنتهي القصة بالعثور على الجثة في الوحل، ويترك الجنديان مع شعورهما بالذنب.
"اسلوب جيد"

يكرر أوبراين أن الحقيقة الحقيقية لا يجب أن تكون هي نفسها حقيقة القصة، وأن ما يهم هو المشاعر التي تثيرها القصة. يقول إن قصته عن قتل رجل على الطريق خارج ماي خي كانت مفبركة، لكنه أراد أن يثير نفس المشاعر في القارئ التي شعر بها خلال الحرب.
"رحلة ميدانية"

بعد الانتهاء من قصة "في الحقل"، يقول أوبراين إنه هو وابنته البالغة من العمر عشر سنوات يزوران موقع وفاة كيووا مع مترجم. يبدو الحقل مختلفًا عن ذكرياته عنه، لكنه يترك زوجًا من مَغْزَلي كيووا في المكان الذي يعتقد أن كيووا غرق فيه. بهذه الطريقة، يتصالح مع وفاة صديقه.
"الجنود الأشباح"

يروي أوبراين مرتين تعرض فيها للإصابة. في المرة الأولى، يعالجه رات كايلي، ويعجب بشجاعة الرجل ومهارته. في المرة الثانية، يعالجه بديل كايلي، بوبي جورجينسون؛ حيث يتبين أن جورجينسون غير كفء، ويكاد يقتل أوبراين. غاضبًا، يَعِد أوبراين بالانتقام، لكنه يستطيع تجنيد أزار فقط. يقومان بتخويف جورجينسون بتقمص دور جنود أعداء، لكن الجندي يثبت أنه ليس جبانًا، لذا يترك أوبراين مشاعره بالاستياء.
"الحياة الليلية"

يروي أوبراين القصة من مصدر ثانٍ عن إصابة رات كايلي: بعد أن تم تحذيرهم من هجوم محتمل، تكون السرية في حالة توتر. يرد كايلي بالابتعاد عن الآخرين، حيث يتسبب الضغط في جعله صامتًا لعدة أيام، ثم يبدأ في الحديث بلا توقف. يعاني من انهيار بسبب الضغط الناتج عن كونه طبيبًا ميدانيًا، فيطلق النار على إصبعه الكبير ليتمكن من الخروج من القتال. لا أحد يشكك في شجاعته.
"حياة الموتى"

يتذكر أوبراين أول لقاء له مع جثة، وهي جثة صديقته الطفولة ليندا. كانت ليندا تعاني من ورم في الدماغ، وتوفيت عن عمر ناهز التاسعة، وقد تأثر أوبراين بشدة بجنازتها. في فيتنام، يوضح أوبراين، يحافظ الجنود على ذكرى الموتى من خلال سرد القصص عنهم؛ وبهذه الطريقة، يبقي أوبراين ليندا حية من خلال رواية قصتها. يظهر أن فكرة الموت ووجوده كان لهما تأثير كبير على أوبراين.

## الشخصيات

### الشخصيات الرئيسية
تيم أوبراين
الراوي والبطل. رغم أنه يعتمد على المؤلف ويحمل نفس الاسم، إلا أن أوبراين (داخل الكتاب) هو شخصية خيالية. يهدف المؤلف إلى تشويش هذا التمييز بشكل متعمد.
النقيب جيمي كروس
قائد السرية، الذي يعاني من هوس تجاه امرأة شابة في الوطن، مارثا (التي لا تبادله نفس المشاعر). في وقت لاحق، يعتقد أن هوسه كان السبب في وفاة تيد لافندر.
بوب "رات" كايلي
طبيب شاب يعزز مبالغاته في القصص بتصرفاته القاسية أحيانًا. في النهاية، يرى الكثير من العنف ويبدأ في الانهيار، متخيلًا أن "الحشرات تلاحقه".
نورمان بوكر
جندي يقول أوبراين إنه حاول إنقاذ كيووا في الليلة التي مات فيها. عندما يسقط كيووا في "حقل الفضلات"، يحاول بوكر مرارًا إنقاذه لكنه لا يستطيع؛ نتيجة لذلك، يشعر بالذنب تجاه وفاة كيووا بعد الحرب. تظل ذكرياته تلاحقه في وطنه بينما يدرك أن العالم قد تقدم بعد الحرب، ويشعر بالابتعاد عن "الجحيم" في فيتنام. يعاني بوكر من الشعور بالذنب لأنه لم يستطع إنقاذ كيووا من الغرق في "حقل الفضلات" في ليلة ممطرة. بعد الحرب، يساعد أوبراين في كتابة قصة عن فيتنام، لكنه يشنق نفسه في منشأة YMCA(جمعية الشبان المسيحيين) في ولاية آيوا، دون أن يترك أي ملاحظة، مما يصدم عائلته.
هنري دوبينز
رامي المدافع الرشاشة. رجل ضخم الجثة ولكن لطيف وطبيعي. هو شخص شديد التدين، ولهذا كان يرتدي جوارب صديقته حول عنقه كتعويذة "حماية"، حتى بعد أن تركته. يفكر مؤقتًا في أن يصبح راهبًا بعد الحرب بسبب أعمالهم الخيرية.
كيووا
جندي متعاطف وثرثار؛ يظهر أهمية التحدث عن المشاكل والتجارب الصادمة. هو أيضًا بروتستانتي متدين من الأمريكيين الأصليين، ويشعر أحيانًا بالازدراء وعدم الثقة تجاه البيض. مع ذلك، يبدو أنه أفضل صديق لأوبراين في السرية. غالبًا ما يساعد كيووا الجنود الآخرين في التعامل مع أفعالهم، مثل أخذ أرواح الآخرين. في النهاية يُقتل أثناء التخييم في "حقل الفضلات".
ميتشل ساندرز
هو مشغل جهاز الاتصال اللاسلكي للسرية. مثل أوبراين، هو أيضًا راوٍ ويُصوَّر كمرشد.
تيد لافندر
رجل القنابل. يموت بسبب إصابة في مؤخرة رأسه. يشتهر باستخدام المهدئات للتعامل مع آلام الحرب، وحمل كمية كبيرة من "المخدرات الممتازة" معه. يلوم كروس نفسه على وفاة لافندر لأنه كان يحلم بمارثا عندما تم إطلاق النار على لافندر.
كيرت ليمون
شاب يحاول باستمرار أن يظهر نفسه كجندي قوي. ومع ذلك، هو أيضًا صديق جيد لرات كايلي. يموت ليمون بعد أن يفجر قذيفة مدفعية مزروعة. في واحدة من أكثر المشاهد إزعاجًا في الكتاب، يساعد أوبراين ودايف جنسن في تنظيف الأشجار من بقايا ليمون المتناثرة، حيث يغني جنسن أغنية "ليمون تري" (شيء "يوقظ أوبراين"). بعد موت ليمون، يكتب كايلي رسالة طويلة وبلاغية إلى أخت ليمون، يصف فيها صداقته مع ليمون ويؤكد كم كان ليمون شخصًا جيدًا؛ لكن أخت ليمون لم ترد، مما يحطم كايلي عاطفيًا.
أزار
جندي شاب وغير مستقر يشارك في أعمال قسوة غير ضرورية ومتكررة. في إحدى القصص، يفجر جروًا يتيمًا كان تيد لافندر قد تبناه عن طريق ربطه بلغم كلايمور ثم تفجيره. يساعد أزار أيضًا أوبراين في الانتقام من بوبي جورجينسون، لكنه يسخر من أوبراين عندما لا يكون مستعدًا للذهاب بالانتقام إلى أبعد من ذلك. في أحد الأحيان، ينفجر أزار عاطفيًا، مُظهرًا أن قسوته هي مجرد آلية دفاع.
دايف جنسن و لي ستراينك
جنود ثانويون هم الشخصيات الرئيسية في "الأعداء" و"الأصدقاء". يتشاجر جنسن مع ستراينك حول سكين مسروق، لكنهما يصبحان أصدقاء غير مرتاحين بعد ذلك. يوقعان اتفاقية لقتل الآخر إذا تعرض لإصابة قد تجعله عاجزًا. بعد أن يخطو ستراينك على لغم مزروع ويفقد ساقه، يتوسل إلى جنسن ألا يقتله. يوافق جنسن، لكنه يبدو مرتاحًا بشكل كبير عندما يعلم "أن ستراينك مات في مكان ما في تشو لاي". يُذكر جنسن أحيانًا وهو يغني "ليمون تري" بعد وفاة كيرت ليمون المفاجئة. يظهر جنسن أيضًا في "حياة الموتى"، حيث يُجبر أوبراين على مصافحة جندي فيتنامي ميت.
بوبي جورجينسون
بديل رات كايلي، بعد أن "أصاب قدمه" بسبب انهياره تحت الضغط. جديد وخائف، يتأخر في مساعدة أوبراين عندما يُصاب في مؤخرته. يكاد يقتل أوبراين بعد أن فشل في علاجه من الصدمة. ملئ بالغضب بعد شفائه، يطلب أوبراين المساعدة من أزار للتآمر ومعاقبة جورجينسون ليلًا من خلال مزاح مرعب. في وقت لاحق، يصبح أوبراين وجورجينسون صديقين. قد يكون جورجينسون إشارة إلى شخصية تحمل اسمًا مشابهًا في تمرد كاين.

## المواضيع
النوع
الأشياء التى حملوها هي رواية حرب. يشير الناقد الأدبي ديفيد وايات إلى أن رواية أوبراين مشابهة لأعمال ويلفريد أوين، ستيفن كراين، جورج أورويل، وإرنست همنغواي. يستخدم أوبراين أسلوب كتابة يجمع بين الخيال وغير الخيال في قطعة واحدة. وعندما سُئل عن كيفية تشويش الحدود بين النوعين، قال أوبراين: "لقد بدأت في كتابة كتاب يحمل إحساسًا بالواقع التام والمطلق، عمل خيالي يقرأ كغير خيالي ويلتزم بقواعد المذكرات: إهداء الكتاب للشخصيات، استخدام اسمي، والاستفادة من حياتي الخاصة. كان هذا تحديًا تقنيًا. كان هدفي هو تأليف خيال يحمل نسيجًا وصوتًا ووزنًا يبدو أصيلًا كغير خيالي."
الحقيقة مقابل الواقع
موضوع آخر يتم تسليط الضوء عليه في القصة القصيرة الأسلوب الجيد هو عندما يميز الراوي بين "حقيقة القصة" و"حقيقة الحدث". يتحدث أوبراين عن الحقيقة والواقع بالنسبة للقصة، موضحًا: "أستطيع أن أقول إن شكل الكتاب مرتبط ارتباطًا وثيقًا بكيفية رؤيتي، كإنسان، للعالم وهو ينكشف من حولي. في بعض الأحيان، يكون من الصعب فصل 'الواقع' الخارجي عن المعالجة الداخلية لذلك الواقع." إن التفاوض السلس والدائري لأوبراين حول الحقيقة في هذا السياق يجد صدى في الأعمال التي يُطلق عليها "روايات غير خيالية".
الخيال/ الكوميديا
موضوع آخر مهم يسلط أوبراين الضوء عليه هو التركيز على الخيال والتظاهر. يقول إن هذا الموضوع: "جزء مهم من عملي. أنا مؤمن بقوة الخيال في حياة البشر العادية، وهو أمر أكثر أهمية مما نمنحه في كثير من الأحيان من تقدير." يضيف أوبراين قائلًا: "وأعتقد أن هذا هو السبب الرئيسي في كوني كاتب خيال. إذا لم يكن هذا العنصر موجودًا، كنت سأكتب غير خيالي. أو ربما لما كنت كاتبًا على الإطلاق."
كما يشير تيم أوبراين إلى صعوبة استخدام الكوميديا السوداء كموضوع، قائلاً: "تخمينتي هي أنه إذا تم تذكري، إن تم تذكري على الإطلاق، فسيكون ذلك بسبب ما يُسمى بالمآسي الخاصة بي: الأشياء التي حملوها، الذهاب وراء كاتشياتو، إذا مت في منطقة القتال وفي بحيرة الخشب. شخصيًا، أعتبر تومكات في الحب، إذا لم يكن أفضل كتبي، فإنه بالتأكيد من بين الأفضل. ومع ذلك، أدرك أن أكثر الأشخاص 'الأدبيين' سيختلفون. في النهاية، الأمر مسألة ذوق، على ما أعتقد. حس الفكاهة لدي، الذي يميل إلى المبالغة، ليس مناسبًا للجميع."
الأخلاق
يوضح أوبراين أيضًا الصراع المستمر حول الأخلاق طوال القصة خلال حرب فيتنام. تسلط ورقة بحثية من جامعة بريغام يونغ الضوء على الصراع الذي يواجهه الجنود عند الانتقال من الحياة المدنية إلى حياة الجنود فيما يتعلق بالأخلاق. وتذكر الورقة: "كما يظهر من خلال تجارب الجنود مع المتعة، يجب أن يتغير الكود الأخلاقي للجنود من ذلك الخاص بحياتهم المدنية لكي يجدوا مبررًا أخلاقيًا في العنف اليومي الذي تتطلبه الحرب." وتتابع الورقة لتؤكد: "في الأشياء التى حملوها لأوبراين، يتم تعقيد مفهوم الأخلاق من خلال معالجة العنف والربط بين العنف والمتعة؛ وبالتالي، يجب تعريف الأخلاق على نطاق واسع بدلاً من مقياس ثنائي."
الإيمان
بالإضافة إلى ذلك، يشير الشخصية تيم إلى كتابة الكتاب الذهاب وراء كاتشيانو، الذي كتبه المؤلف تيم ونشره سابقًا. يأتي موضوع الإيمان بالناس من حولك ووجود أشخاص موثوق بهم معك من فترة زمنية مليئة بأشخاص يعارضون أعمال الحرب. هذا يدفع الأشخاص الذين تم تجنيدهم إلى الكراهية المشتركة للاتحاد معًا للبقاء على قيد الحياة.

## النشر
قبل نشر الكتاب في عام 1990، تم نشر خمس من القصص: الأشياء التي حملوها، كيف تروي قصة حرب حقيقية، صديقة نهر سونغ ترا بون، الجنود الأشباح، وحياة الموتى في مجلة إسكواير.
التحدث عن الشجاعة تم نشره في الأصل (بصورة معدلة بشكل كبير) كفصل من رواية أوبراين السابقة الذهاب وراء كاتشياتو.
تم تضمين الأشياء التي حملوها أيضًا في إصدار عام 1987 من أفضل القصص القصيرة الأمريكية، الذي حررته آن بيتي، وفي الطبعة الثانية من الأدب: مقاربات للخيال والشعر والدراما بواسطة روبرت دياني.

## الاستقبال
حصلت "الأشياء التي حملوها" على ترحيب من النقاد وأثبتت أنها واحدة من أبرز قطع أدب الحرب الفيتنامية.  وقد بيعت أكثر من 2 مليون نسخة في جميع أنحاء العالم وحتفل بالذكرى العشرين في عام 2010. وقد تلقت العديد من الجوائز مثل جائزة فرنسا للجائزة الأجنبية من أفضل الكتاب و جائزة شيكاغو تريبيون هارتلاند ، بالإضافة إلى كونها المرشحة النهائية لجائزة بوليتزر وجائزة حلقة نقاد الكتاب الوطني. 
عبّر أوبراين عن دهشته من كيف أصبحت روايته جزءًا أساسيًا في المدارس المتوسطة والثانوية، قائلًا: "بالطبع لم أتخيل أن يقرأ الأطفال في الرابعة عشرة والثامنة عشرة من العمر وحتى أولئك في أوائل العشرينات الكتاب ويجلبون مثل هذه الحماسة له، وهي تأتي من حياتهم الخاصة، حقًا. يُطبَّق الكتاب على الطفولة السيئة أو المنزل المكسور، وهذه هي الأشياء التي يحملونها. ومن ناحية، فإن ذلك مدهش للغاية، وفي أوقات أخرى، يمكن أن يكون محبطًا."
في عام 2014، تم تضمين الكتاب في قائمة أمازون لأفضل 100 كتاب يجب قراءتها في العمر، وتم الإشادة به كمصدر إلهام لمعرض في متحف فنون المحاربين القدامى الوطني.
تم تضمين الكتاب في معرض مكتبة الكونغرس لعام 2016 بعنوان "أمريكا تقرأ"، الذي ضم اختيار الجمهور لـ 65 من "أكثر الكتب تأثيرًا التي كُتبت وقُرئت في أمريكا وتأثيرها على حياتنا".

## التعديلات

### فيلم
تم تحويل قصة صديقة نهر سونغ ترا بون إلى فيلم في عام 1998 بعنوان حبيبة الجندي، من بطولة كييفر ساذرلاند.
يتم حاليًا التحضير لإنتاج فيلم مقتبس من الكتاب، من إخراج روبرت ساندرز وبطولة توم هاردي. سكوت ب. سميث يقوم بتكييف السيناريو.

### المسرح
تم منح حقوق التكيف القانوني للكتاب ليتم تحويله إلى مسرحية لجيمس ر. ستويل. تم تكييف الكتاب ليعرض على المسرح وعُرضت أول مرة في مسرح التاريخ في سانت بول، مينيسوتا، في 14 مارس 2014. تم عرض إنتاج ثانٍ في مركز ليد في لينكولن، نبراسكا، في 5 نوفمبر 2015. تم تكييف القصص الأشياء التي حملوها، على نهر رايني، كيف تروي قصة حرب حقيقية، صديقة نهر سونغ ترا بون، الرجل الذي قتلته، وحياة الموتى للمسرح في مارس 2011 بواسطة قسم المسرح في جامعة واشنطن الشرقية كجزء من مهرجان الأدب Get Lit! بالتعاون مع الصندوق الوطني للفنون والقراءة الكبرى 2011، حيث كانت الأشياء التي حملوها هي الرواية المميزة. في ديسمبر 2011، أعاد نفس القسم عرض الإنتاج ليتم تضمينه كإدخال مشارك في مهرجان المسرح الجامعي الأمريكي التابع لمركز كينيدي. تم اختيار الإنتاج كبديل لمنطقة KCACTF السابعة، كما حصل على العديد من الجوائز من كاكتف للمخرج والممثلين وفريق الإنتاج.

### ألعاب
يحمل. لعبة عن الحرب. هى لعبة تقمص أدوار طاولة تم تصميمها في عام 2006 بواسطة ناثان دى. باولييتا يصف مؤلفها اللعبة بأنها "مستوحاة بشكل كبير من أفلام بلاتون وستار ميتال جاكيت والرواية الأشياء التى حملوها.

## روابط خارجية
- فهرس الأشياء التي حملوها